# Cochranella flavopunctata
Cochranella flavopunctata är en groddjursart som först beskrevs av Lynch och William Edward Duellman 1973.  Cochranella flavopunctata ingår i släktet Cochranella och familjen glasgrodor. Inga underarter finns listade i Catalogue of Life.